# じょうべのま遺跡

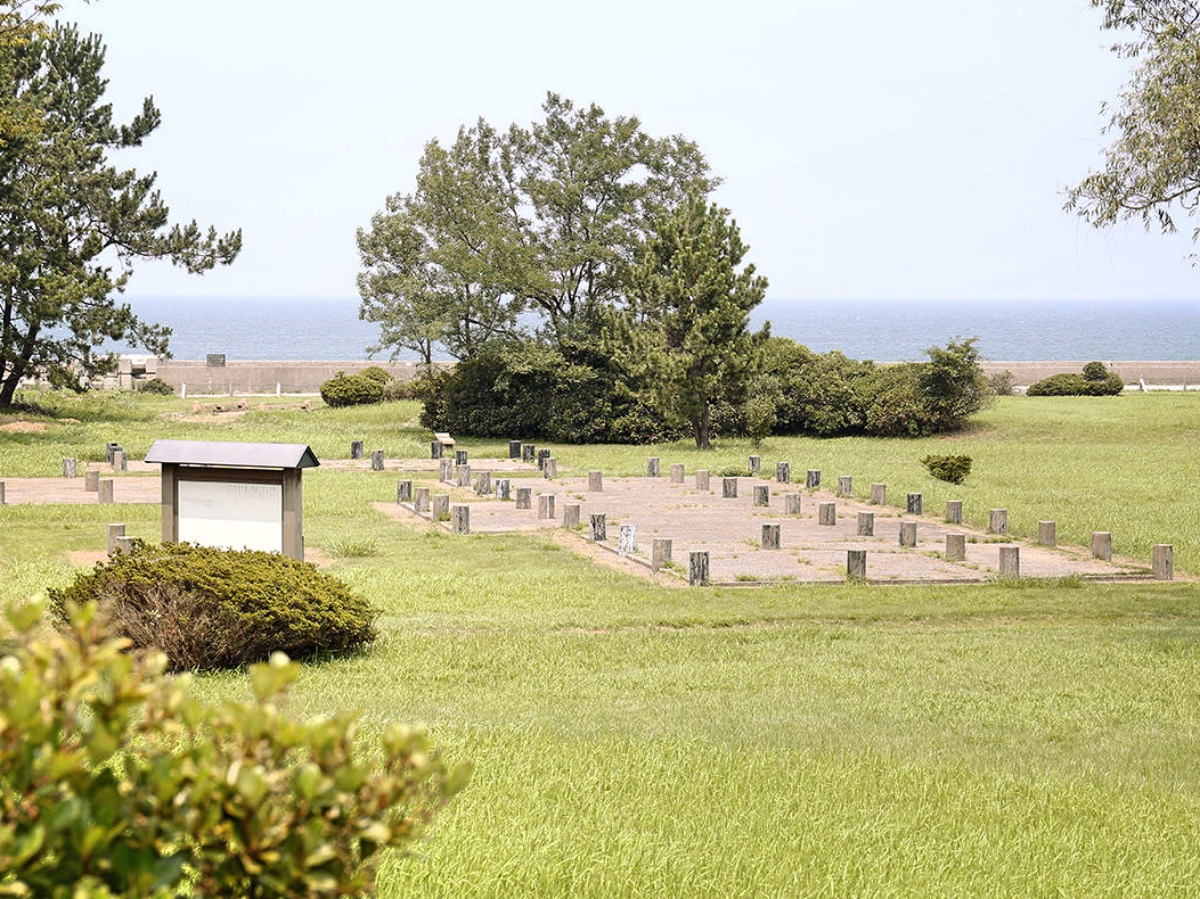
じょうべのま遺跡

じょうべのま遺跡（じょうべのまいせき）は、富山県入善町田中にある平安時代前期の初期荘園関連施設の跡とみられる遺跡。国史跡。

## 概要
入善駅の北方1.5km、日本海に面した黒部川扇状地の扇端部に位置する。地元住民によって1941年に遺跡が発見されていたが、本格的な発掘調査が始まったのは圃場整備に合わせた1970年以降のことであり、奈良国立文化財研究所の高島忠平の指導によって行われた。1979年5月14日には国により史跡指定された。
遺跡は全部で21棟の建物の遺構が確認されたが、その年代は9世紀から10世紀と推定され、さらに5回の建替えによる6つの時期があったみられている。どの期も主屋を中心として脇屋や付属施設のがコの字型で配列されていた。また、「西庄」と書かれた墨書土器、白米進上の記録を示す木簡、硯や施釉陶器・製塩土器、その他の土師器・木器などが出土した。出土物から荘園の管理施設（荘家）の跡と推定され、その荘園については東大寺領の丈部荘説と西大寺領の佐味荘説がある。